# Urko Arroyo Rivas
Urko Arroyo Rivas (Bilbao, 14 de maig de 1987) és un futbolista basc, que ocupa la posició de davanter.
Es va formar a l'Athletic Club, amb qui va arribar a debutar a primera divisió. El 2009 va ser cedit a l'Atlètic Balears, i eixe mateix any, va fitxar pel Barakaldo CF.